# 심훈기
심훈기(1977년 8월 25일 ~ )는 대한민국의 배우이다.

## 학력
- 서울예술대학교 연극학과

## 출연작

### 영화
- 《해안선》 (2002년) - 소초 경비병 2 역
- 《기술자들》 (2014년) - 밀수꾼 1 역
- 《악인은 살아 있다》 (2015년) - 레스토랑 지배인 역
- 《살인재능》 (2015년) - 직장상사 역
- 《형》 (2016년) - 가석방 심사원 역
- 《포크레인》 (2017년) - 경호원 2 역
- 《나를 찾아줘》 (2019년) - 낚시꾼 2 역
- 《카센타》 (2019년) - 브리핑 형사 역

### 드라마
- 《야인시대》 (2002년, SBS)
- 《때려》 (2003년, SBS)
- 《MBC 베스트극장 - 12월의 열대야》 (2004년, MBC)
- 《MBC 베스트극장 - 매직파워 알콜》 (2005년, MBC) - 직원 3 역
- 《식객》 (2008년, SBS) - 이기정 역
- 《김수로》 (2010년, MBC) - 노두 역[3]
- 《몬스터》 (2012년, JTBC) - 남태변 역
- 《가시꽃》 (2013년, JTBC)
- 《네 이웃의 아내》 (2013년, JTBC)
- 《귀신 보는 형사 처용》 (2014년, OCN) - 권혁제 역
- 《하녀들》 (2014년, JTBC) - 용춘 역[4]
- 《응답하라 1988》 (2015년, tvN) - 류동룡의 첫째 형 류대룡 역[5]
- 《마녀보감》 (2016년, JTBC) - 종사관 역
- 《힘쎈여자 도봉순》 (2017년, JTBC) - 안동석 역
- 《SKY 캐슬》 (2018년, JTBC) - 임실장 역
- 《달리는 조사관》 (2019년, OCN)
- <<히어로는 아닙니다만>> (2024년, JTBC)